# Humain heureux
L'humain heureux (en anglais Happy Human) est une représentation de l'être humain adopté comme symbole par un grand nombre d'associations humanistes laïques à travers le monde.
Créé par Dennis Barrington, le dessin est le vainqueur en 1965 d'une compétition organisée par la British Humanist Association (BHA) qui recherche un logotype. Plusieurs variantes de cette représentation sont aujourd'hui utilisées dans le monde par les associations humanistes, notamment par l'Union internationale humaniste et éthique et l'American Humanist Association (AHA),,.

## Représentations

Symbole originel de l'humain heureux.
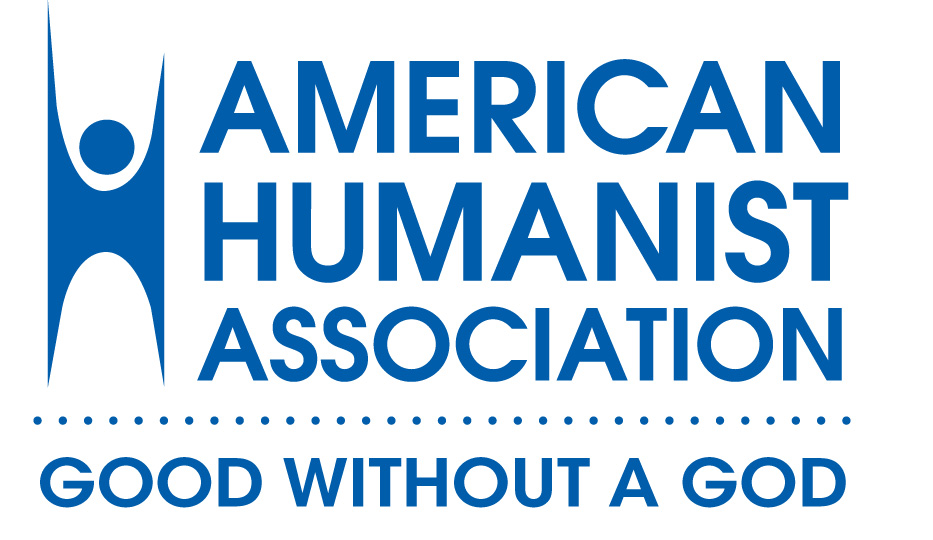
Logotype de l'American Humanist Association.
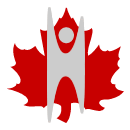
Logotype de l'Association humaniste du Canada.
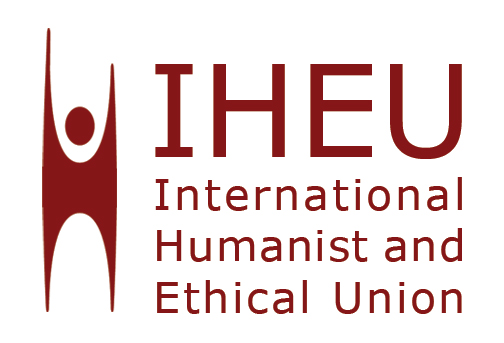
Logotype de l'Union internationale humaniste et éthique.

## Associations utilisant le logotype de l'humain heureux
- American Humanist Association (USA)
- Association humaniste du Québec
- Arab Open University
- British Humanist Association (Grande-Bretagne)
- Council of Australian Humanist Societies (CAHS) (Australie)
- Fédération humaniste européenne
- Asociația Umanistă Română (AUR) (Roumanie)
- Galha LGBT Humanists (Grande-Bretagne)
- Humanist Association of Ireland (Irlande)
- Association humaniste du Canada (Canada)
- Humanist Society of New Zealand (Nouvelle-Zélande)
- Humanist Society Scotland (Grande-Bretagne)
- Indian Humanist Union (Inde)
- Institute for Humanist Studies
- International Humanist and Ethical Union
- Human-Etisk Forbund (Norvège)
- Primera Iglesia Humanista de Puerto Rico (Porto Rico)
- Siðmennt (Islande)
- Special Olympics (USA)
- Humanisterna (Suède)
- Union des athées et des agnostiques rationalistes (Italie)
- Council for Secular Humanism
- Institute for Humane Studies